# A Tumultuous Elopement
A Tumultuous Elopement va ser un curtmetratge mut francès del 1909 dirigit per Georges Méliès. La pel·lícula va ser venuda per la Star Film Company de Méliès als Estats Units i està numerada 134–155 als seus catàlegs. No se sap si és perduda.